# Rippel

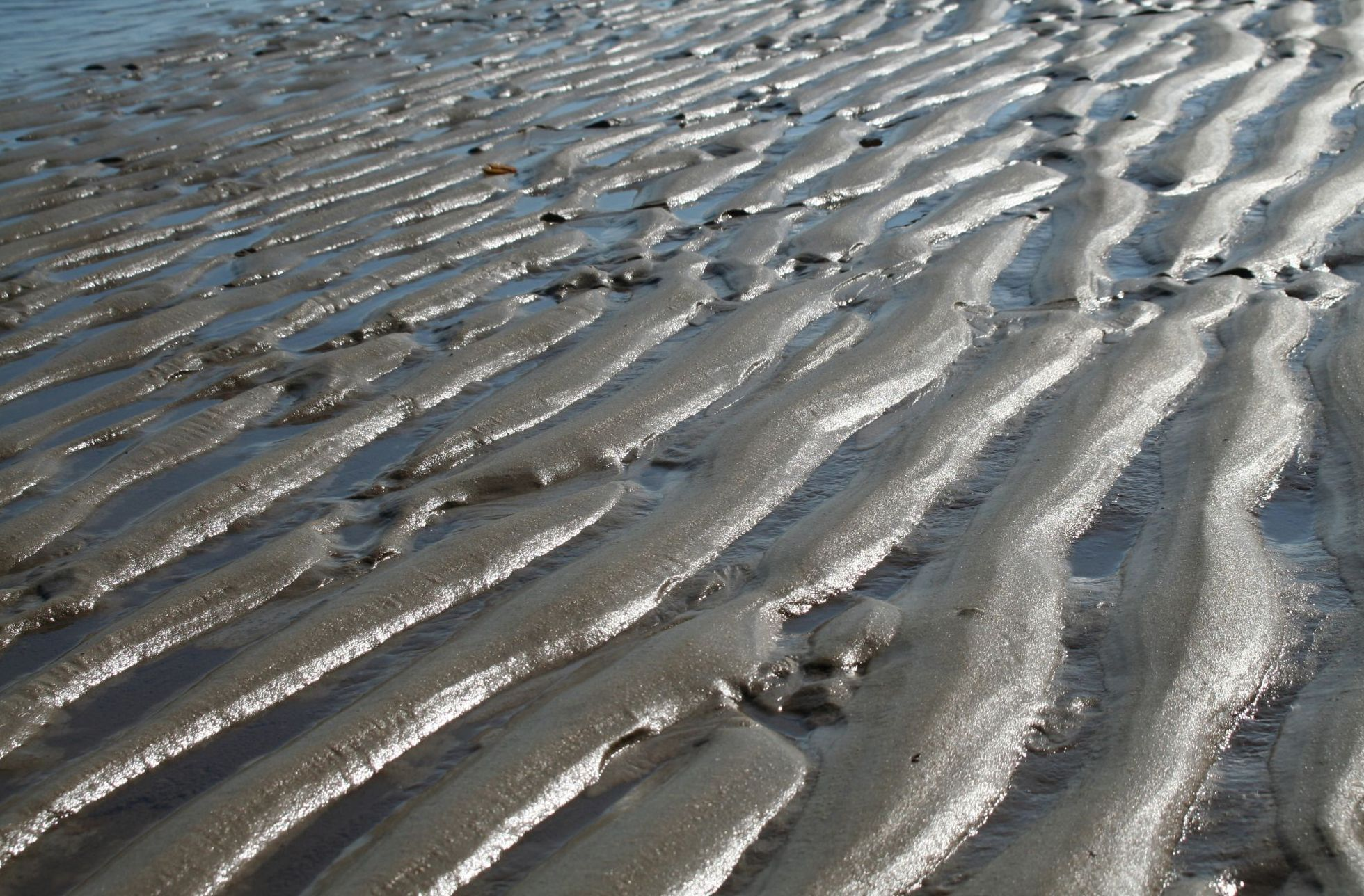
Strömungsrippel im Wattenmeer von Borkum bei Niedrigwasser

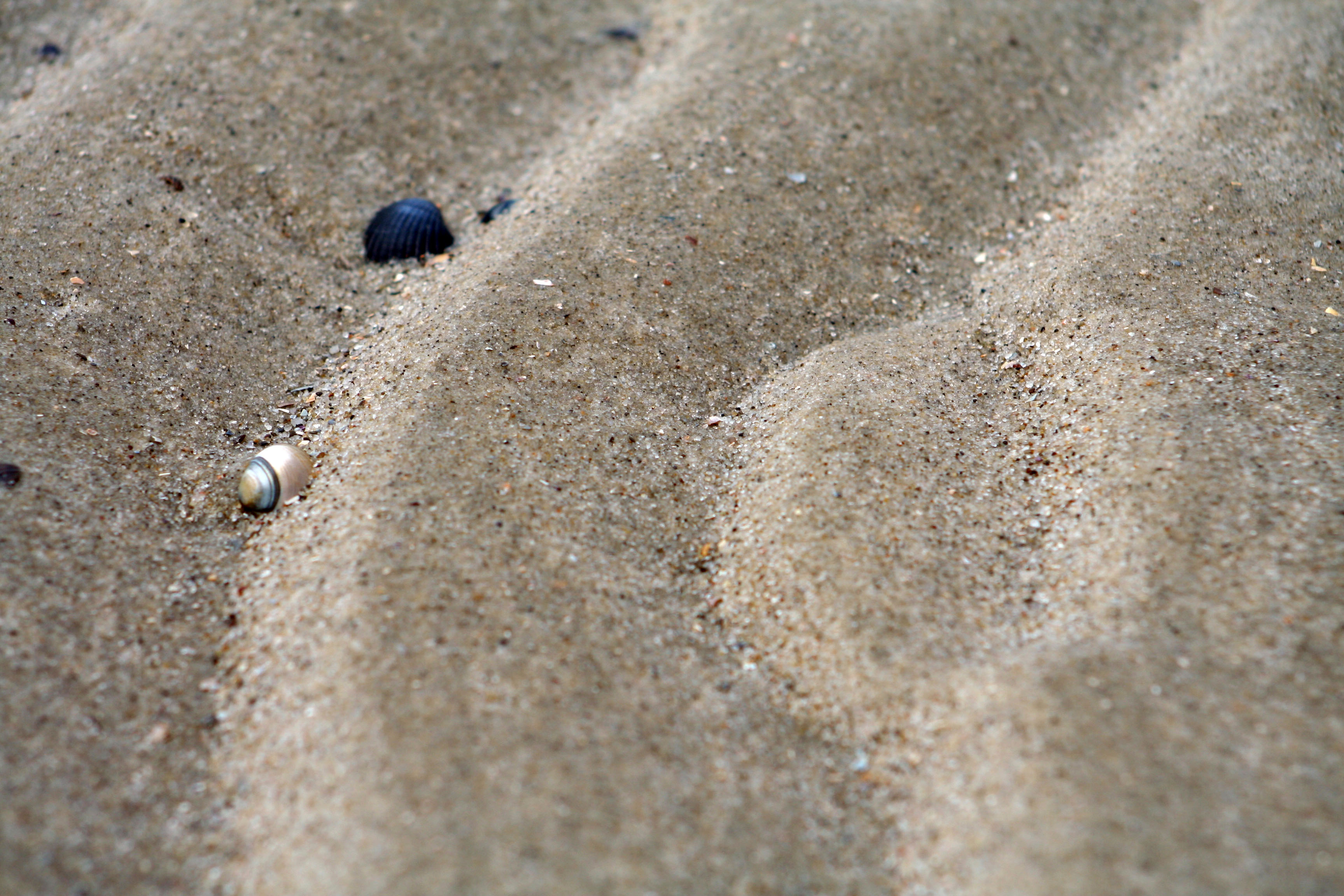
Strömungsrippel am Strand von Spiekeroog

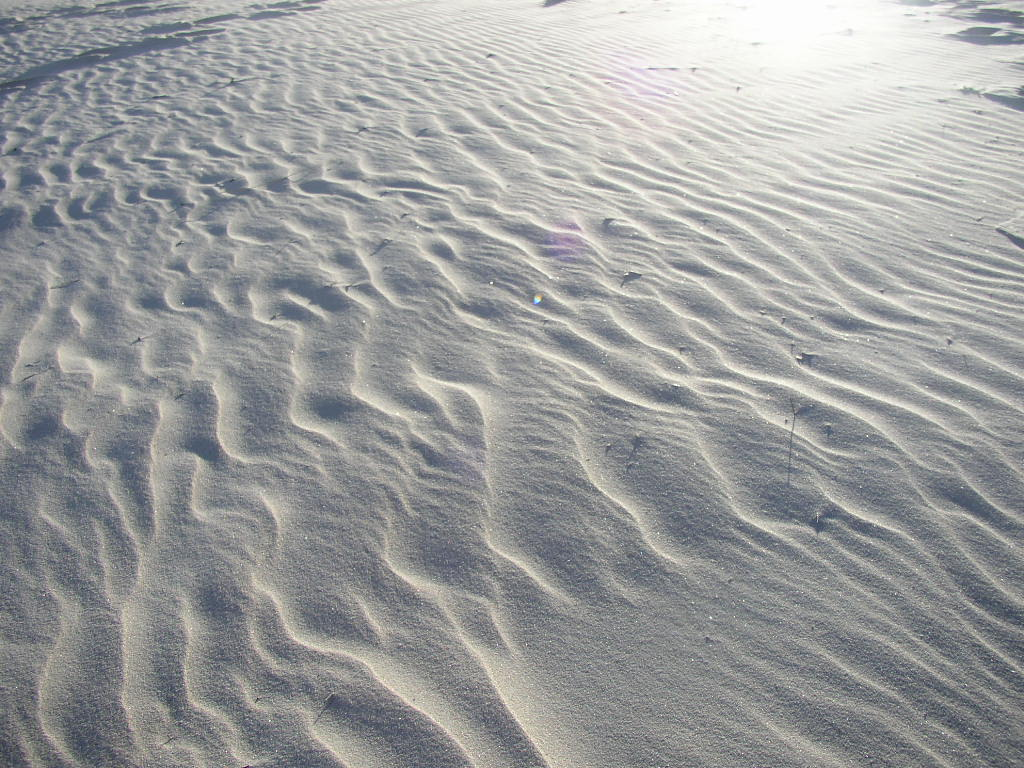
Rippel auf Norderney

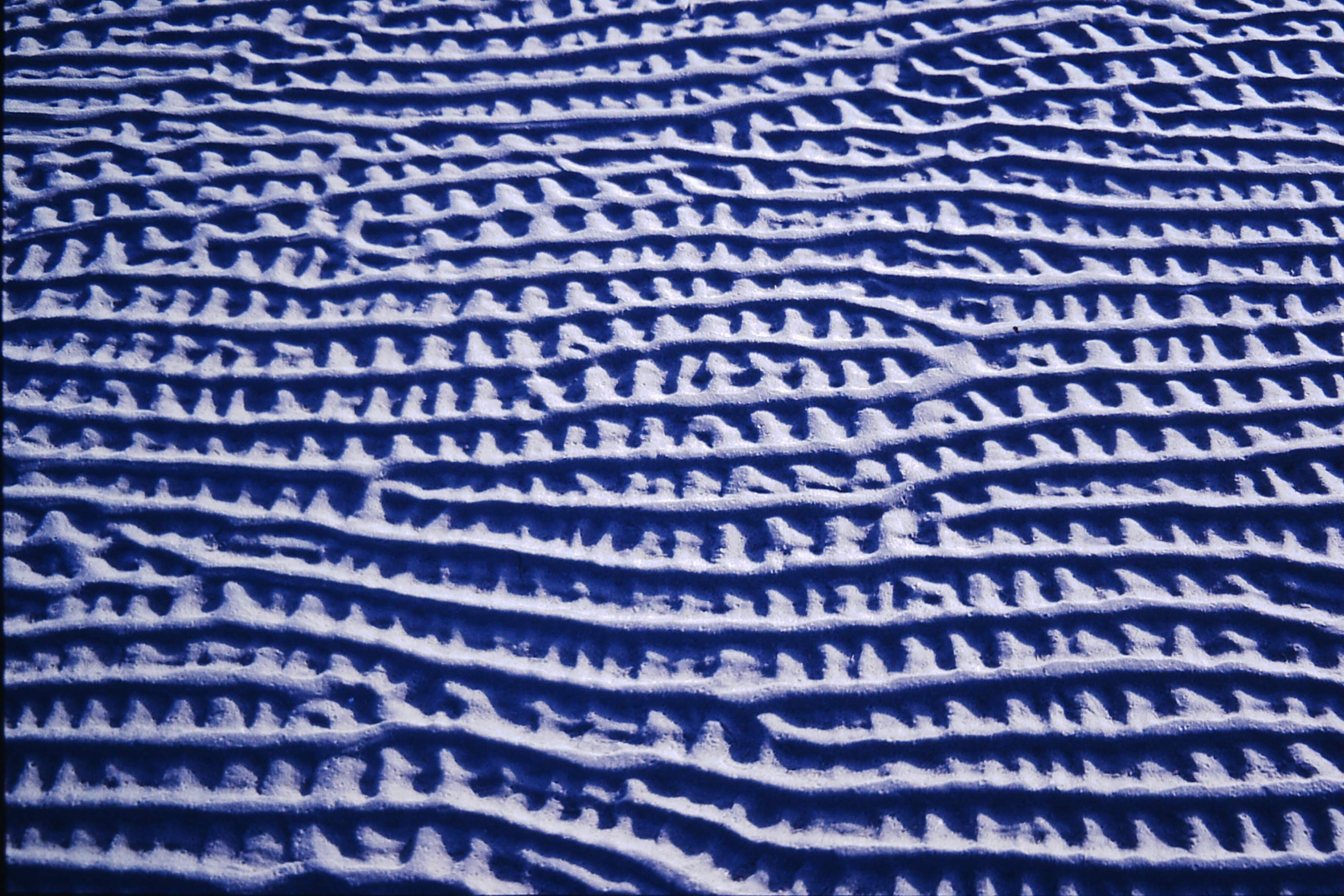
Rippelmarken an der Hudson Bay

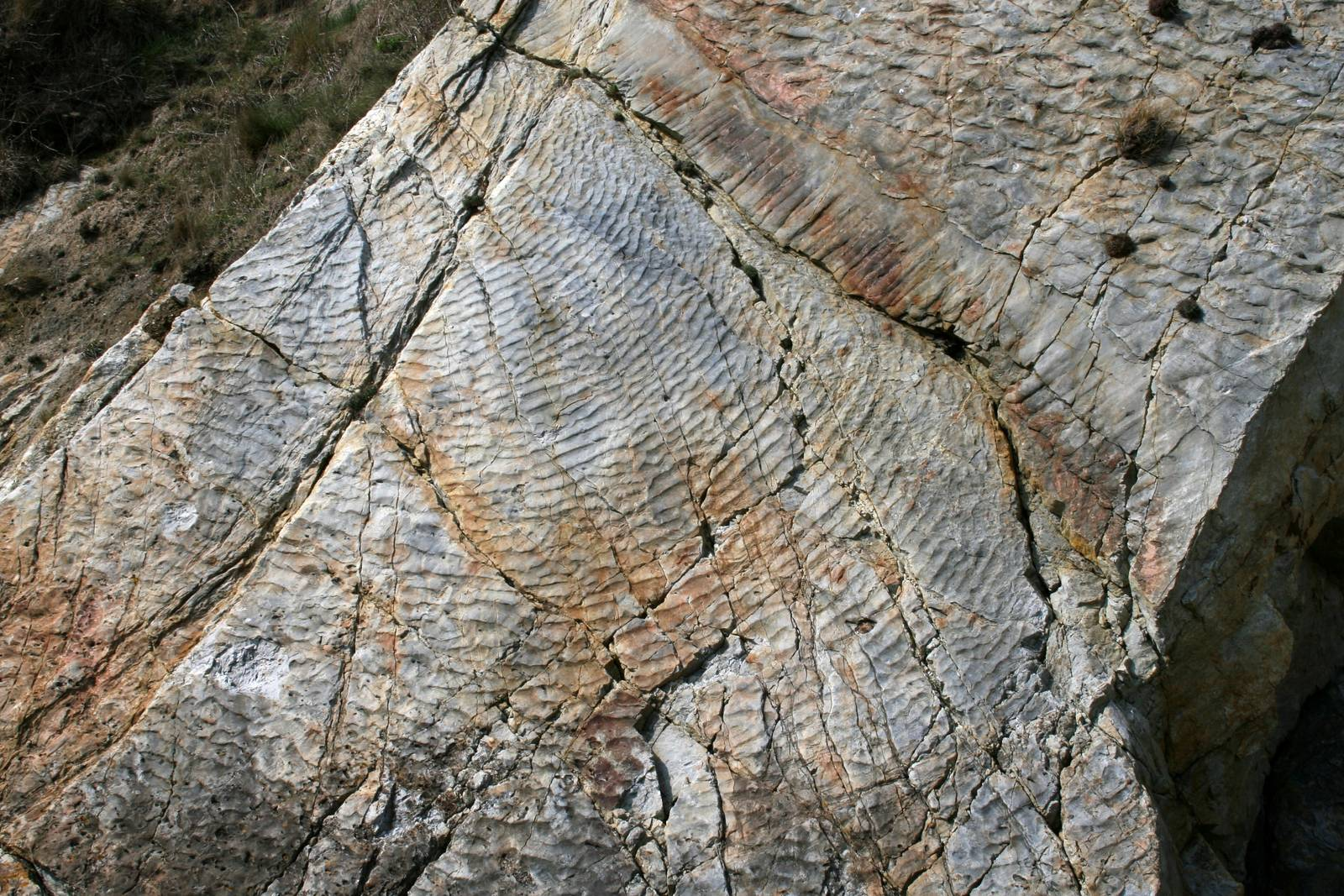
Rippelmarken in bretonischem Quarzit

Rippel, auch Rippelmarken, Wellenform, Sohlform, Transportkörper, Düne und subaquatische Düne, sind von einem strömenden Medium (Fluid, auf der Erde Luft oder Wasser) hervorgerufene wellenartige Oberflächenformen eines sandigen Sediments. Rippel und die mit ihnen erzeugte Schrägschichtung zählen zu den Sedimentstrukturen. Bei Rippeln unterscheidet man je nach Entstehung zwei Formen: Strömungsrippel und Oszillationsrippel. Darüber hinaus werden in der Fachliteratur eine Reihe unterschiedlicher Nomenklaturen verwendet. Weder im deutschen noch im englischen Sprachraum konnte sich eine bestimmte Nomenklatur durchsetzen – häufig wird die von Ashley (1990) verwendet. Rippel erstrecken sich linienförmig im Wesentlichen quer zur Strömungsrichtung; sie treten als Scharen in gleichmäßigen Abständen auf.

## Strömungsrippel
Aus einer ersten minimalen Erhöhung entsteht ein Hindernis in der Oberfläche des Sandbodens, an der sich von der Strömung mitgerissene Sandkörner anlagern können. Je größer das Hindernis, desto mehr Körner lagern sich an (positive Rückkopplung). Das Ergebnis sind asymmetrische Strömungsrippel mit einer flachen Luv- und einer steilen Leeseite.
Aquatische Strömungsrippel entstehen in Sand, wenn die Strömungsgeschwindigkeit knapp über der kritischen Geschwindigkeit liegt. Strömungsrippel sind asymmetrisch, mit einer geringeren Hangneigung auf der strömungszugewandten Luvseite und einer steileren Hangneigung auf der strömungsabgewandten Leeseite. Die Höhe von Rippeln liegt im Durchschnitt bei 3–5 cm, ihre Wellenlänge bei 4–60 cm. Damit Rippel entstehen, benötigt man eine Mindestwassertiefe von etwa 3-facher Rippelhöhe. Da die Rippelbildung von den Prozessen in der Grenzschichtlage bestimmt wird, ist die Maximaltiefe für die Rippelbildung nach oben hin nicht begrenzt. Der maximale Sandkorndurchmesser für die Entstehung von Rippeln liegt bei 0,6–0,7 mm. Bei größeren Korndurchmessern entstehen Großrippel und Riesenrippel. Rippel und Großrippel sind nicht stationär, sondern wandern in Richtung der Strömung.

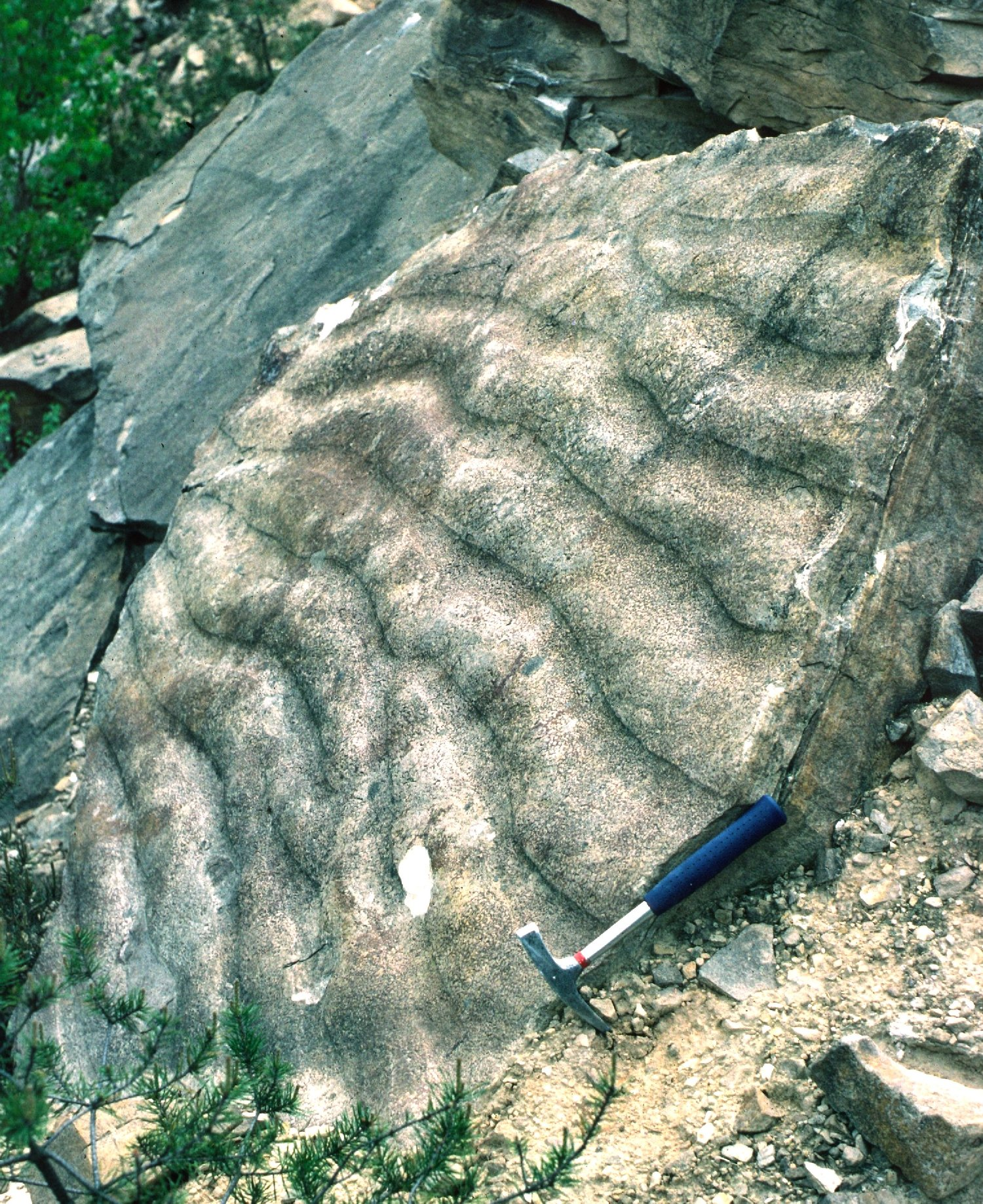
Fossile Strömungsrippel im Schilfsandstein (Mittel-Keuper, Obertrias) der Haßberge

Ist die kritische Strömungsgeschwindigkeit für die Bewegung von Sandkörnern erreicht, beginnen sich die Körner zu bewegen und in kleinen Clustern zusammenzuballen. Dadurch bilden sich Unregelmäßigkeiten auf der Sedimentoberfläche, die wenige Kornlagen mächtig sind und die Strömung in der Grenzschicht beeinflussen. Über den Unregelmäßigkeiten, die kleine Hügel bilden, liegen die Stromlinien näher zusammen und die Strömungsgeschwindigkeit nimmt zu. Sedimentkörner können dadurch rollend oder springend die Luvseite des kleinen Hügels hinauf transportiert werden und akkumulieren an dessen oberen Ende. Werden zu viele Körner angehäuft, wird die Lage instabil und die Körner rutschen den Leehang hinab und werden dort angelagert. Diese dünnen Kornlagen werden als Leeblätter (engl. foresets) bezeichnet und bilden den natürlichen Böschungswinkel von ungefähr 30–35° ab. Durch Wiederholung dieses Vorganges bildet sich Lage auf Lage, getrennt und laminiert durch Zwischenlagen feineren Sediments, das aus der Suspension ausfällt. Es entsteht allmählich ein Rippel.
Am Kamm des Rippels teilt sich die Strömung. Ein Teil der Strömung fließt weiter über die Sedimentoberfläche hinweg. Der andere Teil bildet auf der Leeseite unregelmäßige Wirbel bzw. trifft auf der Sedimentoberfläche auf, wo erhöhte Turbulenz und Erosion die Tröge zwischen den Rippeln ausbilden. Ein Teil der erodierten Körner kann durch den Rückstromwirbel an den Fuß des Leehanges transportiert werden und dort als dünne Lage abgelagert werden. Der andere Teil wird entweder in das Fluid aufgenommen oder wieder über den Luvhang der Rippel transportiert. Wird ein Teil der Körner an der Luvseite abgelagert, dann bildet sich dort das sogenannte Luvblatt.

## Oszillationsrippel

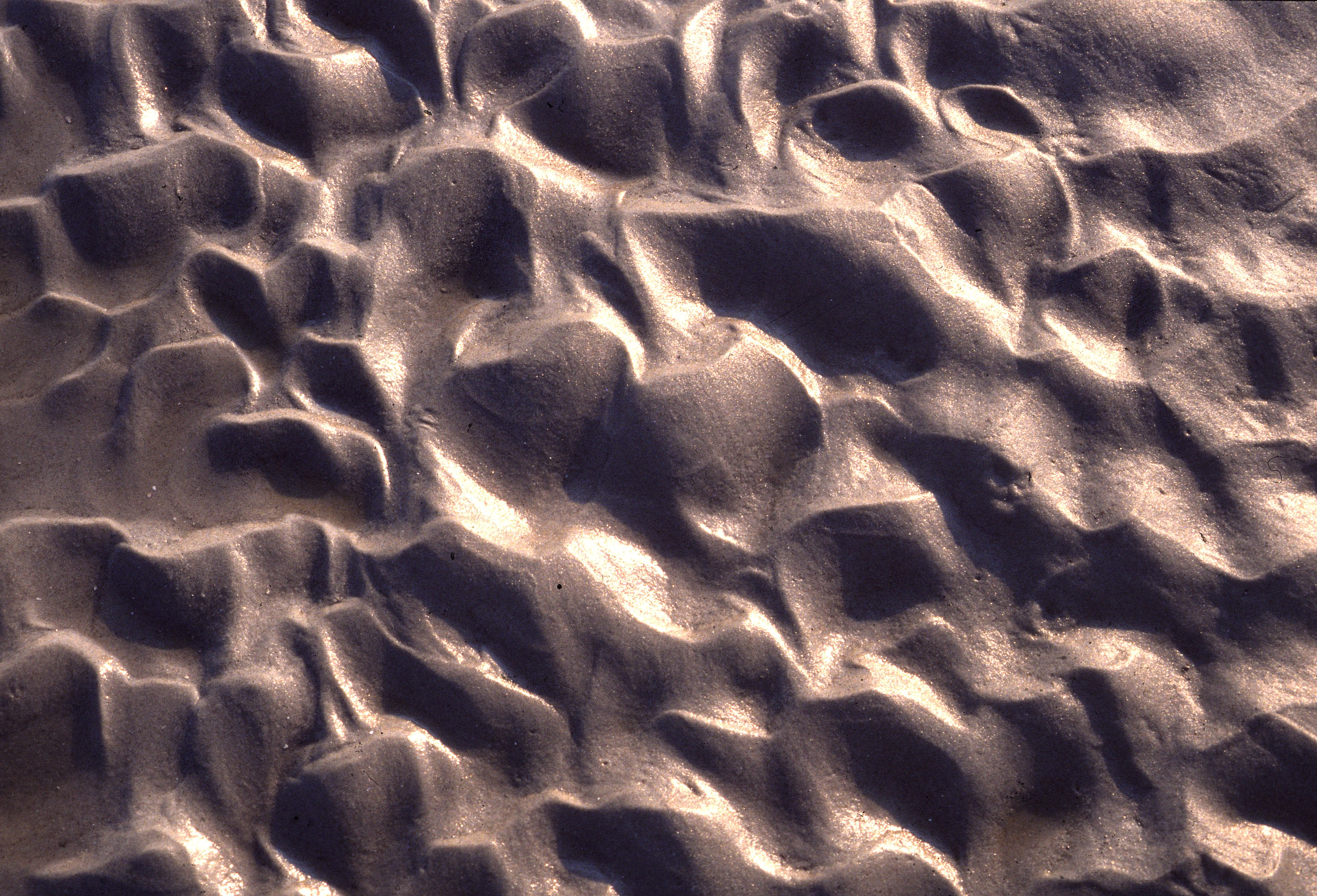
Oszillationsrippel im Watt

Diese auch Wellen- oder Gezeitenrippel genannten Strukturen entstehen, wenn die Strömung über den Sand oszilliert, d. h., abwechselnd aus unterschiedlichen, im Idealfall entgegengesetzten Richtungen kommt. Der Idealfall ist z. B. an einem flachen Strand gegeben, auf dem das Wasser im entgegengesetzten Sinn in die Richtung zurückläuft, aus der die antransportierende Welle hereinkam. Aber auch jede Oberflächenwelle erzeugt auf dem Boden Hin- und Herbewegung. Das Ergebnis dieser Pendelbewegungen sind Rippelmarken mit einem symmetrischen Querschnitt.

## Größen
Nach ihrer Größe werden Rippel in drei Gruppen unterteilt:
- Rippel, meist zwischen 3 und 5 cm hoch und mit einer Wellenlänge von 4–60 cm
- Großrippel, zwischen 6 cm und 1,5 m hoch und mit einer Wellenlänge zwischen 0,6 und 30 m
- Riesen- oder Megarippel, zwischen 1,0 und 8,0 m hoch, mit einer Wellenlänge größer als 30 m

Groß- und Riesenrippel entstehen bei Korngrößen von mehr als 0,6–0,7 mm. Nur die Riesenrippel sind stationär, die übrigen Rippel wandern mit der Strömung.

## Sonstiges
Rippelmarken sind – im Gegensatz zu Belastungsmarken – Strukturen an der Oberseite einer Sedimentschicht. Beide können somit zur Bestimmung der ursprünglichen Lagerung des Sedimentes dienen (Geopetalgefüge).
Zur Ausbildung von Rippeln braucht es sowohl Schwerkraft und Dichteunterschied als auch ausreichend schnelle Strömung und Viskosität des Fluids.